# Westbrook Center (Connecticut)
Westbrook Center es un lugar designado por el censo ubicado en el condado de Middlesex en el estado estadounidense de Connecticut. En el año 2010 tenía una población de 2.413 habitantes.

## Geografía
Westbrook Center se encuentra ubicado en las coordenadas 41°16′47.91″N 72°26′33.13″O / 41.2799750, -72.4425361.